# マイク・キング (実業家)
マイク・キング（Mike King）は、アメリカ合衆国の実業家。カンザス州運輸長官を務めた。

## 生涯
キングはカンザス州ヘストン出身である。キングは20年以上にわたってカンザス州の中心的な建設会社である「キング・エンタープライズ・グループ」のオーナーであった。彼は2012年に運輸長官に任命された後、会社を売却した。キングは1981年にジョン・ブラウン大学で建築構造の学位を取得した。
キングは2012年3月にサム・ブラウンバック知事により運輸長官に指名され、4月2日に正式就任した。彼はカンザス州運輸省と2,400名の職員を率いた。彼は2013年7月よりカンザス・ターンパイク公社 (KTA) の総裁にも就任した。
運輸長官としての任期中におけるキングの最優先事項は、経済開発イニシアチブの保護と支援であった。彼は知事を筆頭とする成長推進チームの一員として、カンザス州が経済的チャンスを確保できるよう州内の他省庁と緊密な協力を図った。KTA総裁としては、利用者数の増加、顧客サービスの向上、そして自動徴収システムの相互運用性の促進を目標とした。
2014年8月、キング長官は中央アメリカ州運輸担当者協会 (MAASTO) の会長として、1年の任期で選出された。またキングは10州コンソーシアムの代表として、各地域の貨物について州と州の間をシームレスに輸送させることに注力した。
キングは2016年7月15日に退任し、元カンザス州下院議員リチャード・カールソンに運輸長官の任務を引き継いだ。
彼は妻ペギーの間に、子供を4人もうけた。